# Sami Trabelsi
Sami Trabelsi (arab. سامي طرابلسي) (ur. 4 lutego 1968 w Sfaxie) – tunezyjski piłkarz występujący na pozycji obrońcy.

## Kariera klubowa
Zawodową karierę rozpoczynał w 1986 w Sfax Railways Sports. W 1993 roku przeszedł do lokalnego rywala - CS Sfaxien. W zespole tym występował przez kolejne siedem lat. Z klubem ze Sfaxu zdobył mistrzostwo Tunezji w 1995, puchar Tunezji 1995, Puchar CAF 1998.
W 2000 zaliczył roczny epizod we katarskim Al-Rayyan. Po powrocie do Tunezji ponownie grał w CS Sfaxien, w którym zakończył piłkarską karierę w 2002 roku.

## Kariera reprezentacyjna
W reprezentacji Tunezji zadebiutował w 1994 roku.
W 1996 roku wystąpił w Pucharze Narodów Afryki, w którym Tunezja zajęła drugie miejsce przegrywając w finale z RPA. Wystąpił również w dwóch następnych edycjach tego turnieju w: 1998 i 2000 roku.
W 1998 Sami Trabelsi wystąpił na Mistrzostwach Świata, na których zespół prowadzony przez Henryka Kasperczaka nie wyszedł z grupy i odpadł z turnieju. Na imprezie tej Sami Trabelsi zagrał we wszystkich trzech meczach w pełnym wymiarze czasowym. Uczestniczył w eliminacjach następnych Mistrzostw Świata, jednak na finały już nie pojechał.

## Kariera trenerska
W 2011 roku Trabelsi został selekcjonerem reprezentacji Tunezji. W 2011 roku awansował z nią na Puchar Narodów Afryki 2012, a w 2012 roku na Puchar Narodów Afryki 2013.